# Chabuata
Chabuata é um gênero de traça pertencente à família Arctiidae.